# Ansei
Ansei (安政?) è il nome dell'era giapponese, successiva all'era Kaei e precedente a quella Man'en, che va dal novembre 1854 al marzo 1860 e in cui l'imperatore era Kōmei.

## Cambio d'epoca
L'era Ansei inizia il 27 novembre 1854 e il nome dell'era (che significa "governo tranquillo") fu deciso per annunciare l'inizio di un periodo pacifico dopo l'incendio del palazzo di Kyoto avvenuto nell'estate precedente. Il nome della nuova era deriva da un aforisma esortativo: "Governare pacificamente sulle masse, poi il sovrano rimarrà al suo posto" (庶民安政、然後君子安位矣).

## Eventi dell'eraAnsei
- 1854 (Ansei 1): il 23 dicembre 1854 un terremoto di magnitudo 8,4 della scala Richter colpisce la regione di Tōkai, ma arriva a distruggere case fino a Edo, e il successivo tsunami causa danni lungo l'intera costa dalla penisola di Bōsō alla provincia di Tosa. Il giorno successivo un nuovo terremoto della stessa magnitudo colpisce la baia di Suruga uccidendo oltre 10.000 persone dalla regione di Tōkai fino a Kyushu.
- 1855 (Ansei 2): iniziano i lavori per la ricostruzione del Palazzo imperiale dopo il devastante incendio dell'era Kaei.[3]
- 1855 (Ansei 2): l'imperatore si trasferisce nel palazzo ricostruito.
- 1855 (Ansei 2 ): l'11 novembre un terremoto di magnitudo 6.9 colpisce nei pressi della foce del fiume Arakawa causando oltre 6.000 morti.[4]
- 1858-1860 (Ansei 5-Ansei 7 ): si ritiene che un'epidemia di colera abbia ucciso tra le 100.000 e le 200.000 persone nella sola Edo.[5]
- 1858 (Ansei 5): il 9 aprile terremoto dello Hietsu causa la morte di circa 200-300 persone.
- 1858 (Ansei 5): viene fondata l'Università Keio, la più antica istituzione di istruzione superiore esistente in Giappone.[6]
- 1859 (Ansei 5 ): il 29 luglio  Ii Naosuke firma il Trattato di amicizia e commercio nippo-americano, che fece seguito al Trattato di Kanagawa del 1854.[7]
- 1858 (Ansei 5): inizia l'epurazione Ansei per ordine di Ii Naosuke per conto del bakufu.[7]
- 1860 (Ansei 7 ): il castello di Edo va a fuoco.